# William Bonnet
William Bonnet (født 25. juni 1982 i Saint-Doulchard) er en tidligere fransk professionel landevejscykelrytter.